# Ратна ноћ у музеју Прадо (филм)
„Ратна ноћ у музеју Прадо” је југословенски ТВ филм из 1965. године. Режирао га је Богдан Јерковић а сценарио је написао Рафаел Алберти.

## Улоге
| Глумац             | Улога |
| ------------------ | ----- |
| Илија Џувалековски |       |
| Јожа Грегорин      |       |
| Шпиро Губерина     |       |
| Марија Кон         |       |
| Божена Краљева     |       |
| Владимир Медар     |       |
| Дуња Рајтер        |       |